# John Byron

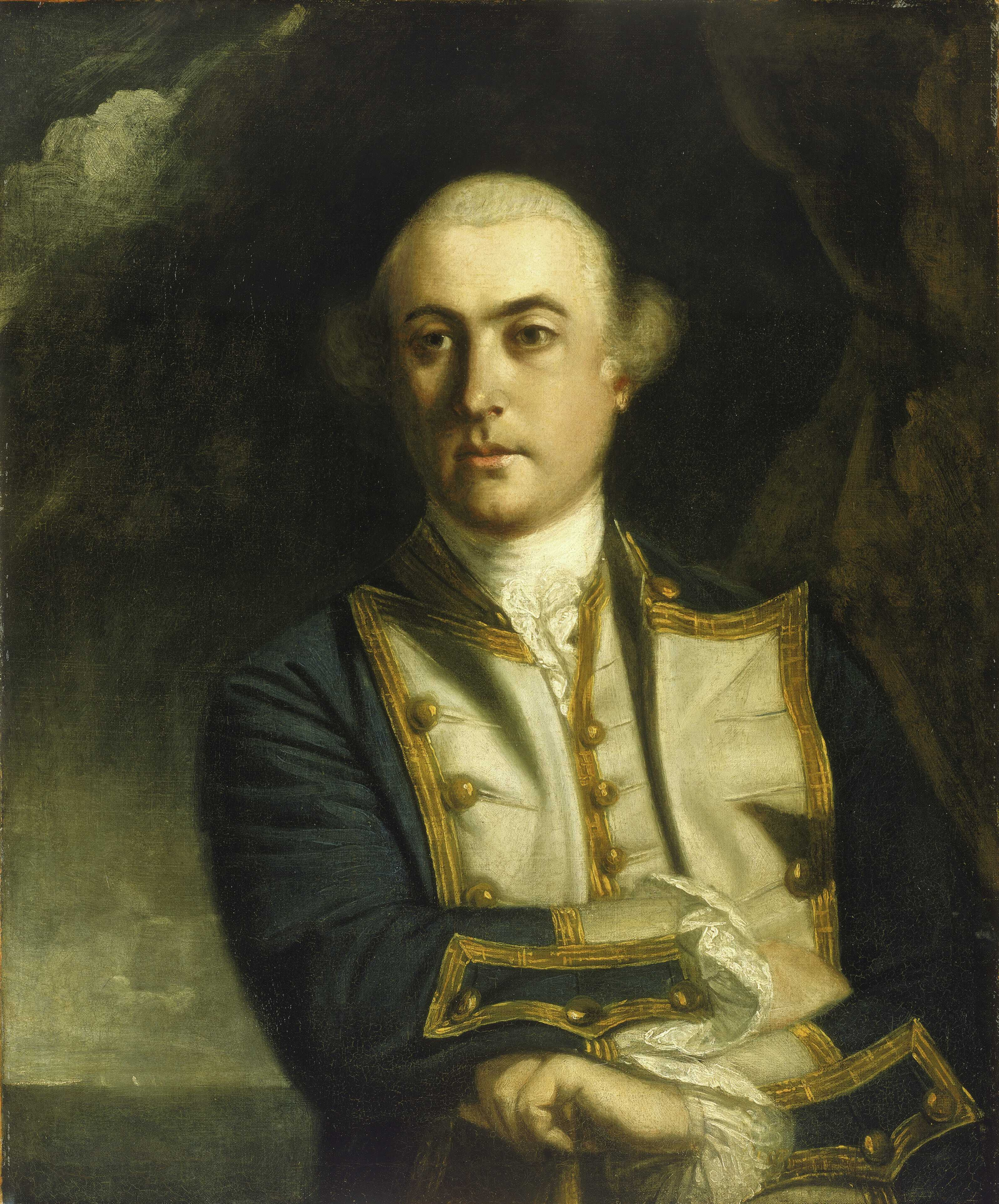
John Byron, von Joshua Reynolds, 1759

Hon. John Byron (* 8. November 1723 in Newstead Abbey; † 10. April 1786 in London) war ein britischer Seefahrer, Entdecker und Admiral.

## Leben und Wirken

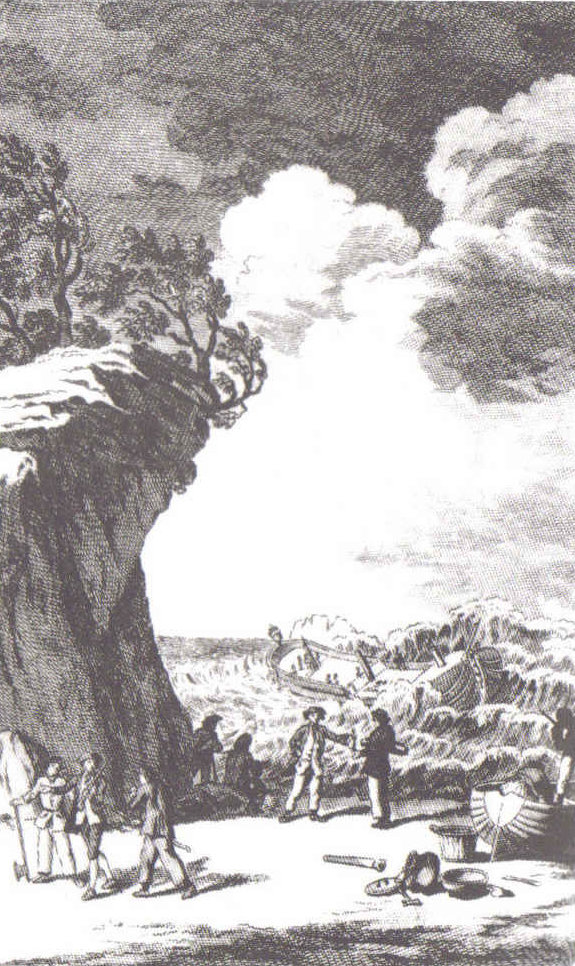
Schiffbruch der Wager (Byron 1768)

Byron war der zweite Sohn des William Byron, 4. Baron Byron (1669–1736), aus dessen dritter Ehe mit Hon. Frances Berkeley († 1757), Tochter des William Berkeley, 4. Baron Berkeley of Stratton. 1731 trat er in die Royal Navy ein.
Ab 1740 nahm Byron als Midshipman an George Ansons Weltumseglung teil. Sein Schiff, die Wager, sank jedoch am 14. Mai 1741 an der Südküste von Chile bei der Isla Wager. Es kam zu einer Meuterei. Die wenigen Überlebenden der Wager trennten sich, Byron und seine Gefährten konnten sich nach Valparaíso durchschlagen. 1744 nahm sie ein französisches Schiff mit nach Brest, und 1746 kamen sie wieder in England an. Zum Captain befördert, befehligte er bis zum Ende des österreichischen Erbfolgekrieges die Fregatte Siren (24 Kanonen).
Während des Siebenjährigen Krieges wurde er auf dem Linienschiff Fame (74 Kanonen) mit einem kleinen Geschwader nach Louisbourg in Nova Scotia gesandt, um die dortigen französischen Festungsanlagen zu zerstören. Diese waren bereits im Jahre 1758 von den Briten erobert worden, sollten jedoch nicht wieder den Franzosen in die Hände fallen. Er traf am 24. Mai 1760 ein, erhielt aber bereits am 19. Juni neue Befehle, die ihn zum Restigouche-Fluss führten. In dem Gefecht auf dem Restigouche-Fluss vom 8. Juli 1760 verhinderte er den letzten Versuch der Franzosen, in Kanada wieder Fuß zu fassen.
Während der Weltumseglung (1764–1766) mit der Fregatte Dolphin und der Fleute Tamar entdeckte Byron in der Südsee die Insel Atafu (Tokelau), die er „Duke of York’s Island“ nannte, sowie einige der Gilbertinseln. 1765 lief er vom patagonischen Hafen Puerto Deseado aus, landete auf Saunders Island bei Westfalkland, gründete Port Egmont und nahm die Falklandinseln für die britische Krone in Besitz.
1769 bis 1772 war Byron Gouverneur der Kolonie Neufundland, konnte aber im schwelenden Streit britischer und französischer Fischer um die im Pariser Frieden vereinbarten Fischfanggebiete keine Einigung erzielen.
1775, bei Ausbruch des Amerikanischen Unabhängigkeitskrieges, wurde Byron zum Rear-Admiral und 1778 zum Vice-Admiral befördert. Im selben Jahr erhielt er den Auftrag, mit einem Geschwader einen französischen Konvoi abzufangen. Sein Flaggschiff Princess Royal (90 Kanonen) erreichte am 18. August als einziges den Hafen von New York, der Rest des Geschwaders war durch Stürme zerstreut. Am 26. September konnte sich die Flotte in Halifax wieder vereinen. Schlechtwetter verhinderte ein weiteres Vorgehen, und erst am 6. Juli 1779 kam es zur Seeschlacht von Grenada. Der überlegenen französischen Flotte unter Comte d’Estaing gelang es aber, Byrons Attacke zurückzuschlagen. Noch im August desselben Jahres kehrte er nach England zurück.
Aufgrund seines oftmaligen Pechs mit dem Wetter wurde er auch Foul-weather Jack genannt.

## Familie
Am 8. September 1748 heiratete er Sophia Trevannion, Tochter des John Trevannion, Gutsherr von Carhays in Cornwall. Mit ihr hatte er zwei Söhne und drei Töchter:
- John „Mad Jack“ Byron (1756–1791), Captain der British Army, ⚭ (1) 1779 Lady Amelia Osborne, de jure 12. Baroness Darcy de Knayth (1754–1784), Erbtochter des Robert Darcy, 4. Earl of Holderness, ⚭ (2) 1785 Catherine Gordon († 1811);
- George Anson Byron (1758–1793), Captain der Royal Navy, ⚭ Charlotte Henrietta Dallas († 1793);
- Frances Byron († 1823), ⚭ Charles Leigh (1748–1815), General der British Army;
- Juliana Elizabeth Byron († 1788), ⚭ (1) Hon. William Byron (1749–1776), MP, Sohn und Erbe des William Byron, 5. Baron Byron, ⚭ (2) 1783 Sir Robert Wilmot, 2. Baronet († 1834);
- Augusta Barbara Charlotte Byron († 1824), ⚭ Christopher Parker (1761–1804), Vice-Admiral der Royal Navy.

Über seinen ältesten Sohn John ist er Großvater des Dichters Lord Byron.

## Ehrungen
Nach Byron wurden der östlichste Punkt des australischen Festlandes Cape Byron sowie die nahegelegene Byron Bay benannt. Nach ihm ist die gefahrvolle Meeresstraße zwischen Neumecklenburg und Lavongai benannt.

## Schriften
- The narrative of the Honourable John Byron (commodore in a late expedition round the world) containing an account of the great distresses suffered by himself and his companions on the coast of Patagonia, from the year 1740, till their arrival in England, 1746 […]. London 1768 (Digitalisat).
  - Voyage à la Mer du Sud, fait par quelques officiers commandants le vaisseau le Wager: Pour servir de suite au Voyage de Georges Anson. Lyon 1756 (Digitalisat).
- An Account of a voyage round the world in the years MDCCLXIV, MDCCLXV, and MDCCLXVI. By the Honourable Commodore Byron, in His Majesty’s Ship the Dolphin. In: John Hawkesworth: An account of the voyages undertaken by the order of His present Majesty for making discoveries in the Southern Hemisphere, and successively performed by Commodore Byron, Captain Wallis, Captain Carteret, and Captain Cook, in the Dolphin, the Swallow, and the Endeavor, drawn up from the journals kept by the several commanders, and from the papers of Joseph Banks, Esq. Band 1, W. Strahan and T. Cadell, London 1773, S. 3–139 (Digitalisat).
  - Reise um die Welt, in den Jahren 1764 und 1765, nebst einer genauen Beschreibung der Magellanischen Straße, der Patagonischen Reisen, und der ganz neuentdekten Sieben Inseln in der Süd-See. Mezler, Frankfurt/Leipzig 1769 (Digitalisat).
    - Andere deutsche Ausgabe in: Sammlung der besten Reisebeschreibungen. Band 4, Joseph Georg Traßler & Co., Troppau 1784 (Digitalisat).

  - Relation d’un voyage fait autour du monde, dans les années 1764, 1765 et 1766, par le Commodore Byron, Commandant le vaisseau du Roi le Dauphin. In: John Hawkesworth: Relation des voyages entrepris par ordre de Sa Majesté britannique, actuellement regnante, pour faire des découvertes dans l’hémisphere méridional, et successivement exécutés par le commodore Byron, le capitaine Carteret, le capitaine Wallis & le capitaine Cook, dans les vaisseaux le Dauphin, le Swallow & l’Endeavour. Band 1, Paris 1774, S. 1–184 (Digitalisat).